# Culicoides toyamaruae
Culicoides toyamaruae är en tvåvingeart som beskrevs av Arnaud 1956. Culicoides toyamaruae ingår i släktet Culicoides och familjen svidknott. Inga underarter finns listade i Catalogue of Life.